# Batalha de Andernach
A Batalha de Andernach, entre seguidores e oponentes do rei Oto I, teve lugar a 2 de outubro de 939 em Andernach no Reno e terminou com uma derrota decisiva dos rebeldes e com a morte de seus líderes.

## Antecedentes
O duque Eberhard da Francônia, que havia sido bastante leal ao rei Henrique I da Germânia entrou, logo após a morte do rei, em conflito com seu filho e sucessor, Oto I, que não via a si mesmo, como seu pai se via, como `primus inter pares`. Após Eberhard e outros príncipes recusarem a reconhecerem Oto em 937, seus oponentes se juntaram a Eberhard. Em 938 ele se rebelou junto com o maio-irmão mais velho de Oto, Thankmar, e com o duque Eberhard da Baviera. Entretanto, Thankmar seria assassinado pelos seguidores de Oto na igreja de (938), e Eberhard da Baviera seria substituído por seu tio, Bertoldo. Após uma breve reconciliação com Oto, Eberhard se aliou em 939 com Gilberto da Lorena e com o irmão mais novo de Oto, Henrique I, Duque da Baviera para reiniciar a rebelião.
Gilberto, duque da Lorena desde 928, que também havia sido leal durante o reino de Henrique I, agora tentou escapar da esfera de influência de seu genro e se aliou com o novo rei dos Francos Ocidentais Luís IV da França, juntando-se à rebelião liderada por Henrique da Baviera e Eberhard da Francônia.

## A rebelião de 939
O rei Oto conseguiu sua primeira vitória sobre os rebeldes na batalha em Birten próximo a Xanten, embora ele pôde apenas rezar e observar a batalha se desenrolando do outro lado do Reno. Entretanto não conseguiu capturar os conspiradores. Neste intervalo, Gilberto e Eberhard foram para o sul e devastaram as terras dos condes roialistas. Receberam apoio de Luís IV da França, do genro de Oto, Hugo dos Franzien, e de outros importantes príncipes da Frância Ocidental. Quando Oto montou cerco à Breisach, os insurgentes avançaram do Metz ao Reno e o cruzaram em Andernach.

## A batalha
Após o exército pilhar a área do Niederlahngau, ele começou a cruzar de volta o Reno na altura de Andernach. Gilberto e Eberhard foram surpreendidos por dois condes roialistas, Konrad Kurzbold, conde de Niederlahngau, e seu primo Udo, conde de Wetterau e Rheingau. Embora os Conradinos e os primos de Eberhard ficaram do lado de Oto, eles seguiram os rebeldes com um exército pequeno e atacaram apenas quando a maioria do exército inimigo já havia se estabelecido com a sua pilhagem do outro lado do Reno. Eberhard foi morto na luta e Gilberto morreu afogado no Reno quando tentou escapar para a outra margem. Assim acabou a rebelião contra Oto I.